# Piratbyrån

Logo Piratbyrån

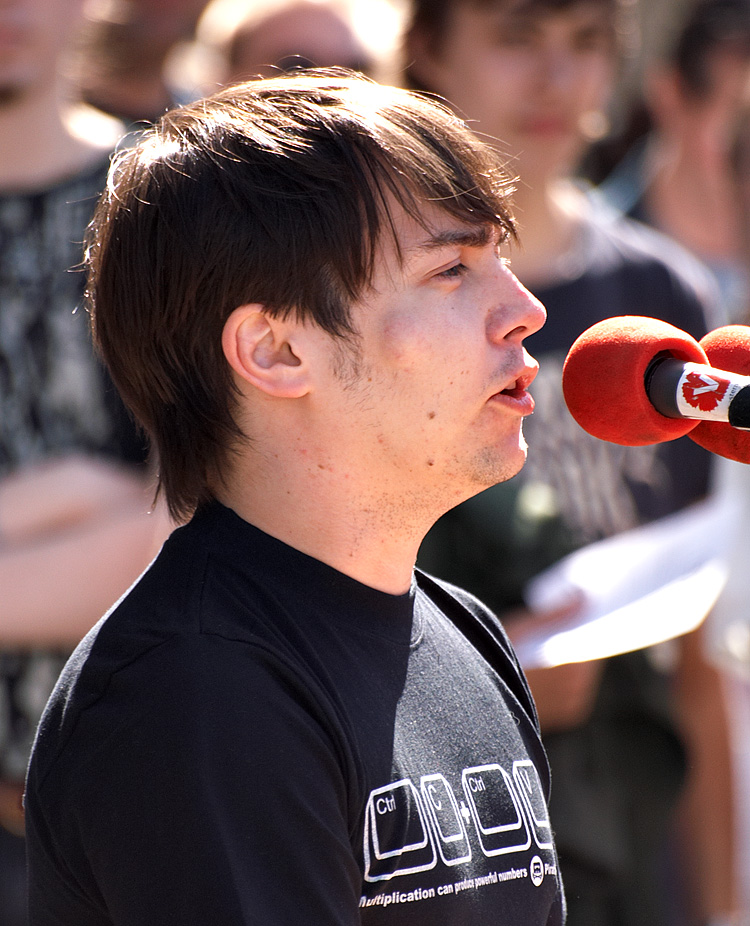
Rasmus Fleischer, Sprecher von Piratbyrån, auf einer Demonstration in Stockholm am 3. Juni 2006.

Piratbyrån (Ausspracheⓘ; dt. „Das Piratenbüro“) war eine 2003 gegründete schwedische Organisation, die gegründet wurde, um den individuellen Kampf gegen Copyright und geistiges Eigentum durch das Tauschen von Informationen und Kulturaspekten zu unterstützen.
Piratbyrån war selbst nicht in illegale Aktivitäten involviert, es ging der Organisation darum, der Öffentlichkeit eine bürgerbezogene Sicht der Dinge neben der der Lobbyverbände aufzuzeigen.
Die Organisation stellte z. B. Newsgroups und Foren bereit, die sich vor allem mit Filesharing, geistigem Eigentum, Softwarepiraterie und digitaler Kultur beschäftigten, und arrangierte Veranstaltungen wie Vorlesungen und eine jährlich stattfindende „May-day“-Demonstration. 2005 veröffentlichten sie eine Anthologie mit dem Titel „Copy Me“ (Kopimi), welche ausgewählte Texte, vor allem ihrer Website, beinhaltete.
Piratbyrån unterhielt zu vielen europäischen Anti-Copyright-Organisationen Kontakte, unter anderem waren Mitglieder immer wieder willkommene Gastredner auf dem Chaos Communication Congress in Berlin.
Mitglieder der Piratbyrån gründeten im November 2003 den BitTorrent-Tracker The Pirate Bay in Schweden. Der BitTorrent-Tracker arbeitet jetzt unabhängig von Piratbyrån, jedoch sind eine Reihe Mitglieder aktive Administratoren von The Pirate Bay.

## Beschlagnahmung im Mai 2006
Am 31. Mai 2006 wurden, im Zuge der Polizeiaktion gegen The Pirate Bay, auch die Server von Piratbyrån beschlagnahmt. Nach der Beschlagnahmung folgte am 3. Juni eine Demonstration in Stockholm, auf der Vertreter der Piratbyrån und anderer Organisationen sowie auch Parteien Reden hielten, die sich vor allem gegen die schwedische Regierung richteten.